# Скайлкілл (округ, Пенсільванія)
Шаблон:StateAbbr_ 40°42′ пн. ш. 76°13′ зх. д. / 40.7° пн. ш. 76.21° зх. д.
Округ  Скайлкілл (англ. Schuylkill County) — округ (графство) у штаті  Пенсільванія, США. Ідентифікатор округу 42107.

## Історія
Округ утворений 1811 року.

## Демографія
За даними перепису 
2000 року 
загальне населення округу становило 150336 осіб, зокрема міського населення було 95056, а сільського — 55280.
Серед мешканців округу чоловіків було 74818, а жінок — 75518. В окрузі було 60530 домогосподарств, 40116 родин, які мешкали в 67806 будинках.
Середній розмір родини становив 2,93.
Віковий розподіл населення поданий у таблиці:
| Стать    | До 15 років | 15-21 | 22-29 | 30-39 | 40-49 | 50-65 | 65-85 | Понад 85 |
| -------- | ----------- | ----- | ----- | ----- | ----- | ----- | ----- | -------- |
| Чоловіки | 13229       | 6315  | 7605  | 11699 | 12046 | 12305 | 10611 | 1008     |
| Жінки    | 12330       | 5754  | 6151  | 9838  | 10913 | 12285 | 15379 | 2868     |

## Суміжні округи
- Лузерн — північ
- Карбон — північний схід
- Лігай — південний схід
- Беркс — південь
- Лебанон — південний захід
- Дофін — південний захід
- Нортамберленд — північний захід
- Колумбія — північний захід

## Виноски
1. ↑  U.S. Decennial Census. United States Census Bureau. Процитовано 10 березня 2015.
2. ↑  Historical Census Browser. University of Virginia Library. Архів оригіналу за 30 травня 2019. Процитовано 10 березня 2015.
3. ↑  Forstall, Richard L., ред. (24 березня 1995). Population of Counties by Decennial Census: 1900 to 1990. United States Census Bureau. Процитовано 10 березня 2015.
4. ↑  Census 2000 PHC-T-4. Ranking Tables for Counties: 1990 and 2000 (PDF). United States Census Bureau. 2 квітня 2001. Процитовано 10 березня 2015.
5. ↑  State & County QuickFacts. United States Census Bureau. Архів оригіналу за 6 червня 2011. Процитовано 22 листопада 2013. [Архівовано 2011-06-06 у Wayback Machine.](англ.) Наведено за англійською вікіпедією.
6. ↑  American FactFinder. Бюро перепису населення США. Архів оригіналу за 26 лютого 2012. Процитовано 31 січня 2008. [Архівовано 2008-05-21 у Wayback Machine.]

| США | Це незавершена стаття з географії США. Ви можете допомогти проєкту, виправивши або дописавши її. |